# فروافتادگی

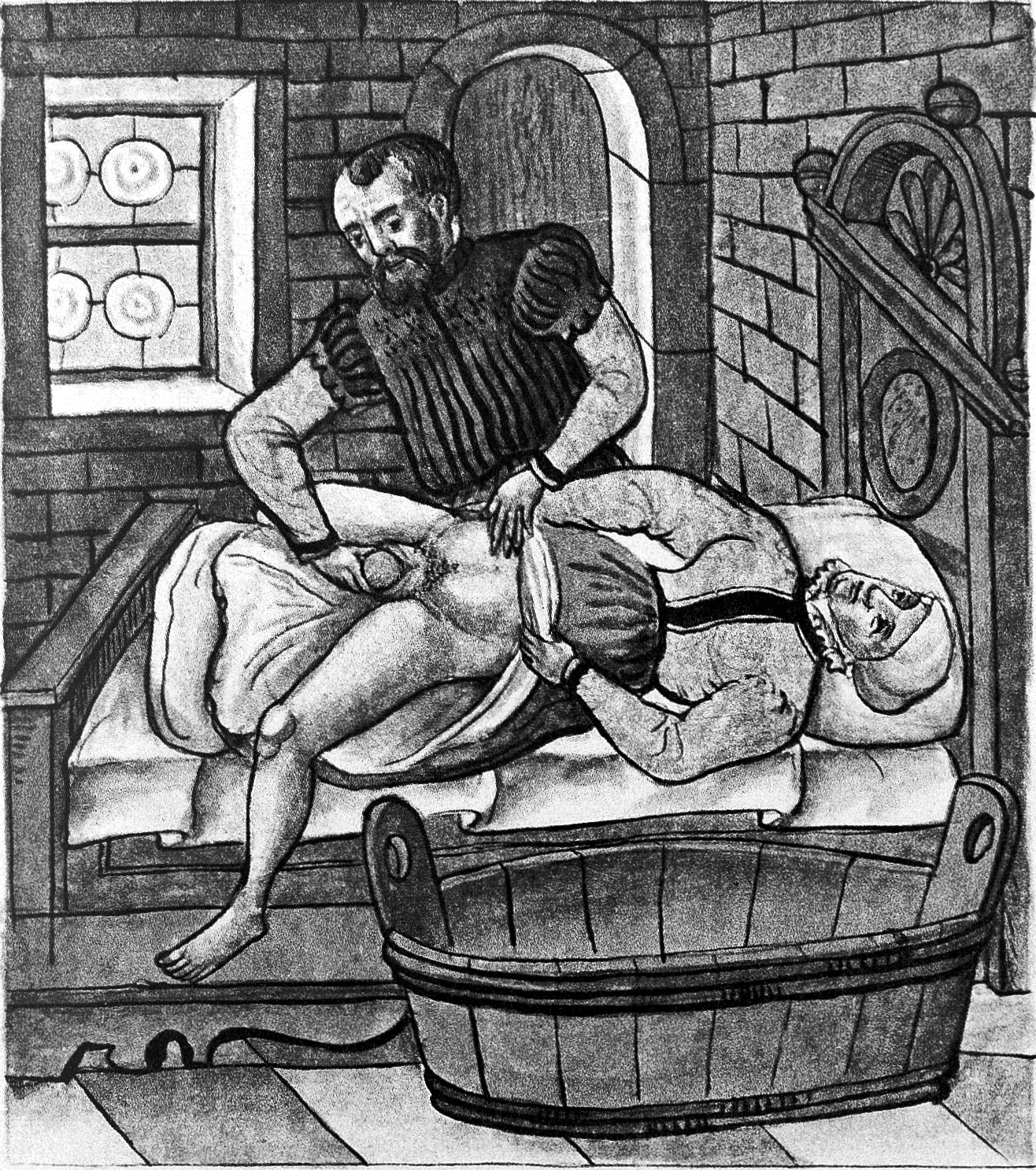
درمان فروافتادگی در گذشته

فروافتادگی یا پرولاپس (به انگلیسی: prolapse) افتادگی عضو یا بخشی از بدن از محل طبیعی خود بر اثر ضعف بافتهای نگهدارنده را گویند.
این ضایعه در نواحی مختلفی دیده می‌شود مانند پرولاپس دریچه میترال، پرولاپس رحم و پرولاپس رکتوم.

## نگارخانه

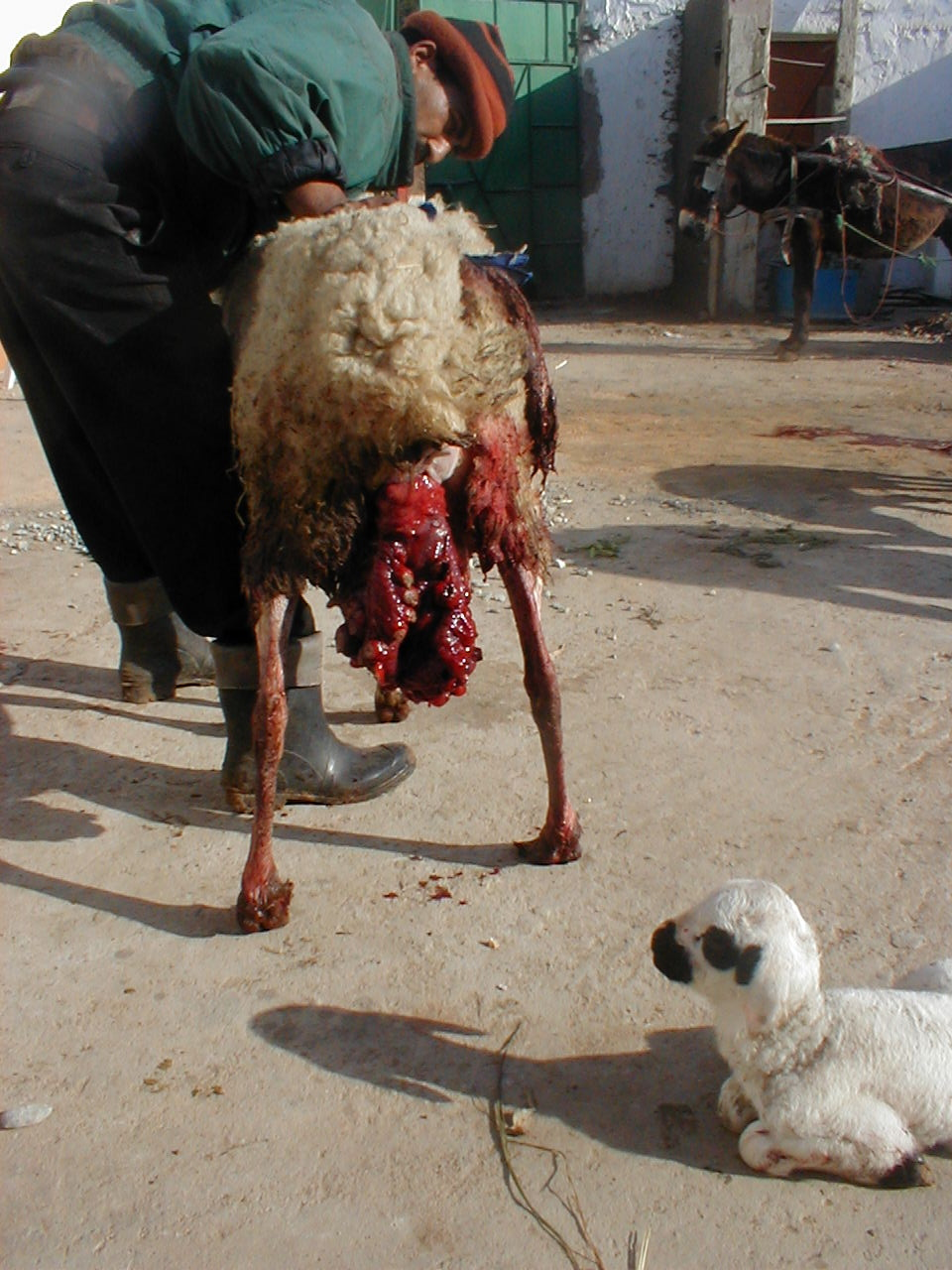
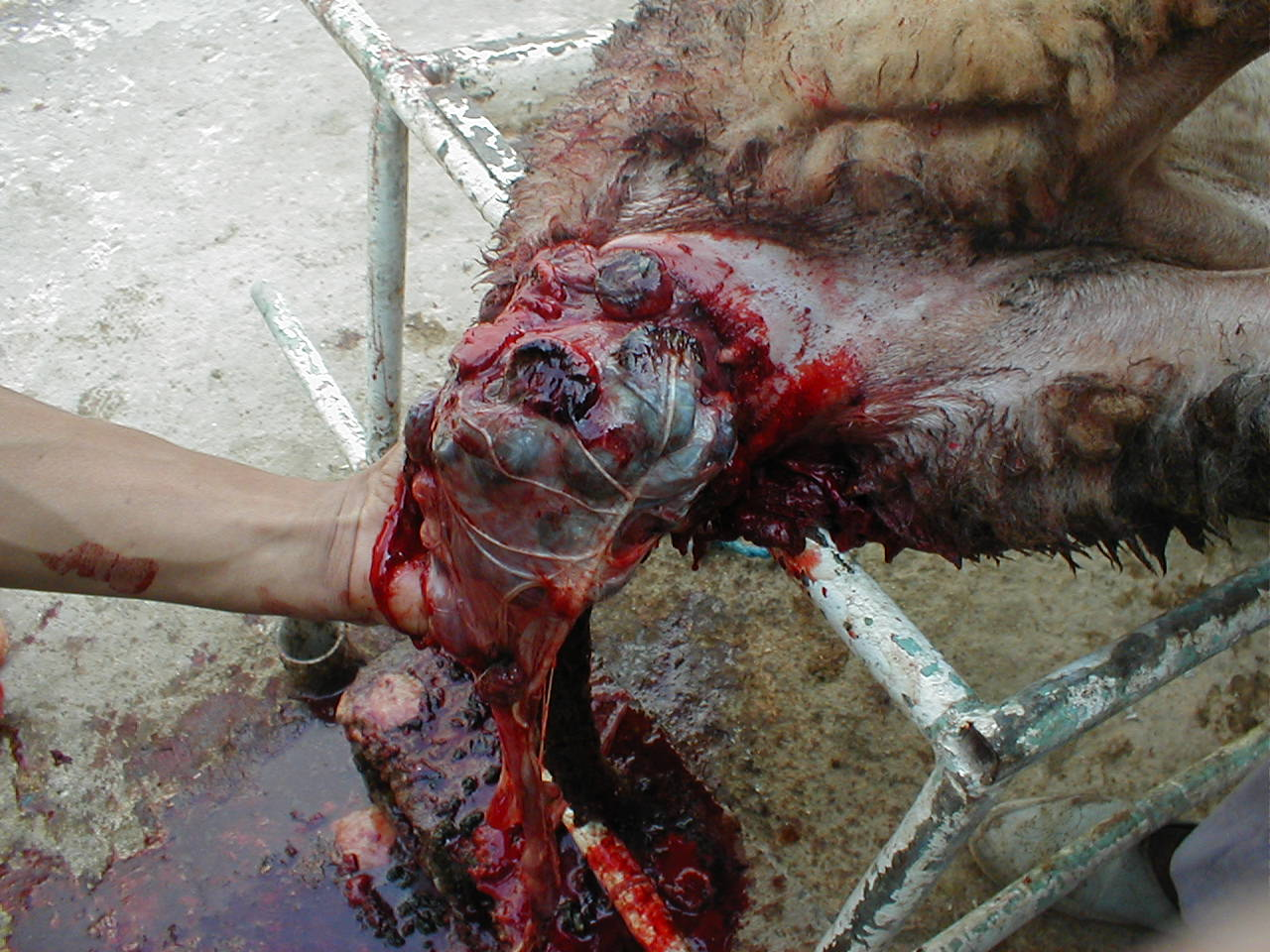
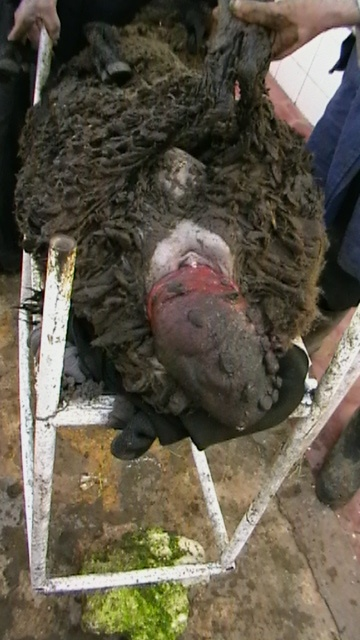
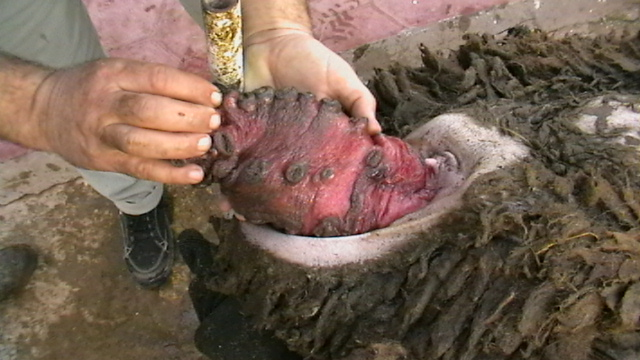